# Think I’m in Love with You
«Think I’m in Love with You» — песня американского кантри-певца Криса Стэплтона. Впервые она была выпущена 8 сентября 2023 года в качестве промо-сингла с его пятого студийного альбома Higher (2023), а 12 февраля 2024 года была выпущена в качестве второго сингла альбома. Она была написана Стэплтоном, а спродюсирована им совместно с Морган Стэплтон и Дэйвом Коббом.
Музыкальное видео вышло 29 августа 2024 года с участием американского актёра Андре Ройо. Крис Стэплтон и певица Дуа Липа исполнили песню дуэтом на 59-й церемонии вручения наград Академии кантри-музыки Academy of Country Music Awards.

## Композиция
Песня включает в себя элементы блюза, электрогитару, медленный и «непринуждённый» грув-ритм, и басовую линию, которую описывают как «плотную» и «бурлящую». В лирическом плане Крис Стэплтон признаётся в любви к женщине и преданности ей, подчёркивая власть, которую она имеет над ним. В бридже звучит скрипичная партия, которая «жестикулирует в общем направлении соул 70-х», а Стэплтон повторяет слова из припева.

## Отзывы
Максим Мауэр из Holler отметил, что песня «кажется вырезанной из той же звуковой ткани», что и песня Стэплтона «White Horse», «но с долгожданной прибавкой развязности и игривости». Том Брейхан из Stereogum, назвав песню «откровенно фанковой», заявил: «Это совсем не похоже на кантри, и у Стэплтона есть голос, чтобы справиться с этим». Мэри Клэр Крэбтри из Whiskey Riff написала: «Вокал является центральным элементом этого сингла, подчёркивая, что он больше, чем певец-аутлоу, который может выкрикивать мощные ноты. Более мягкая сторона Стэплтона на этом треке подчёркивает его вокальный контроль и сочетание мелодий и вокала. Но не ошибитесь, он выбирает свои места, чтобы сорвать куш».

## Музыкальное видео
Музыкальное видео вышло 29 августа 2024 года (режиссер Running Bear, хореография JaQuel Knight), в нём снялся американский актёр и продюсер Андре Ройо. Видео изображает вознесение человеческого духа после смерти, загробную жизнь, полную семейных встреч и танцев на дискотеке, а также включает в себя умные, не заметные камео Стэплтона и его жены и партнерши по пению Морган Стэплтон. Андре Ройо (из сериала «Прослушка») играет роль недавно умершего патриарха, чей дух восстает из тела, чтобы с блеском войти в врата рая. Ройо в ярко-красном костюме в стиле вестерн идет за катафалком, проносится по кладбищу и в конце концов оказывается на небесной танцевальной площадке, где к нему присоединяется его жена, которая опередила его в смерти. Это одновременно и грустно, и радостно.

## Концертные исполнения
Крис Стэплтон и певица Дуа Липа исполнили песню дуэтом на 59-й церемонии вручения наград Академии кантри-музыки Academy of Country Music Awards. Запись их выступления была опубликована на стриминговых сервисах 20 мая 2024 года.
В последующем интервью поп-звезда сказала, что сама обратилась к Стэплтону с предложением о сотрудничестве. «Я такая поклонница Криса, что просто связалась с ним и сказала: „Хочешь сделать что-то вместе?“. И это получилось».

## Чарты

### Еженедельные чарты
| Чарт (2023—2024)                    | Высшая позиция |
| ----------------------------------- | -------------- |
| Канада (Billboard Canadian Hot 100) | 82             |
| Канада (Billboard Country)          | 33             |
| США (Billboard Hot 100)             | 49             |
| США (Billboard Country Airplay) ·   | 18             |
| США (Billboard Hot Country Songs)   | 12             |